# Tanquecitos South Acres II
Tanquecitos South Acres II – jednostka osadnicza w Stanach Zjednoczonych, w stanie Teksas, w hrabstwie Webb.